# Ruunasaari (ö i Södra Savolax, S:t Michel, lat 61,96, long 26,96)
Ruunasaari är en ö i Finland.   Den ligger i kommunen Kangasniemi i den ekonomiska regionen  S:t Michel och landskapet Södra Savolax, i den södra delen av landet, 230 km nordost om huvudstaden Helsingfors.